# Veronica speciosa
Espèce
Classification phylogénétique
Synonymes
Hebe speciosa (R.Cunn. ex A.Cunn.) Andersen

Veronica speciosa, la véronique arbustive ou véronique voyante est une plante à fleurs arbustive de la famille des Scrophulariaceae (reclassée en  APG dans les Plantaginaceae). C'est un arbrisseau à feuilles persistantes originaire de Nouvelle-Zélande qui est à l'origine de nombreux cultivars et hybrides, maintenant largement utilisés en horticulture des régions tempérées.
Elle aussi appelée Hebe speciosa (synonyme botanique).

## Nomenclature
Veronica speciosa fut décrite par Richard Cunningham dans le Curtis's botanical magazine 63: sub. t. 3461. en 1836 d'après un spécimen collecté au nord de la Nouvelle-Zélande, près de la rivière Hokianga. En 1926, Johannes Carl Andersen la transféra dans le genre Hebe, proche de Veronica et très répandu en Nouvelle-Zélande.
À partir des années 2000, plusieurs analyses phylogénétique des séquences ADN amenèrent à revoir l'extension du genre Veronica. On s'aperçut que circonscrire le genre Veronica en excluant les Hebe de l'hémisphère sud conduisait à un assemblage paraphylétique,. Les Hebe néozélandaises dérivent d'un seul ancêtre commun qui arriva par une dispersion à longue distance. Le complexe des Hebe comprend un groupe probablement monophylétique distribué de l'Australie orientale et la Nouvelle-Guinée aux îles Malouines.
À la suite de ces travaux visant à obtenir un clade de Veronica monophylétique, les botanistes de The International Plant Names Index ou de The Plant List considèrent que le basionyme Veronica speciosa R. Cunn. ex. A. Cunn. doit à nouveau être considéré comme un nom acceptable.
En maori, le nom de Veronica speciosa est Titirangi.

## Description

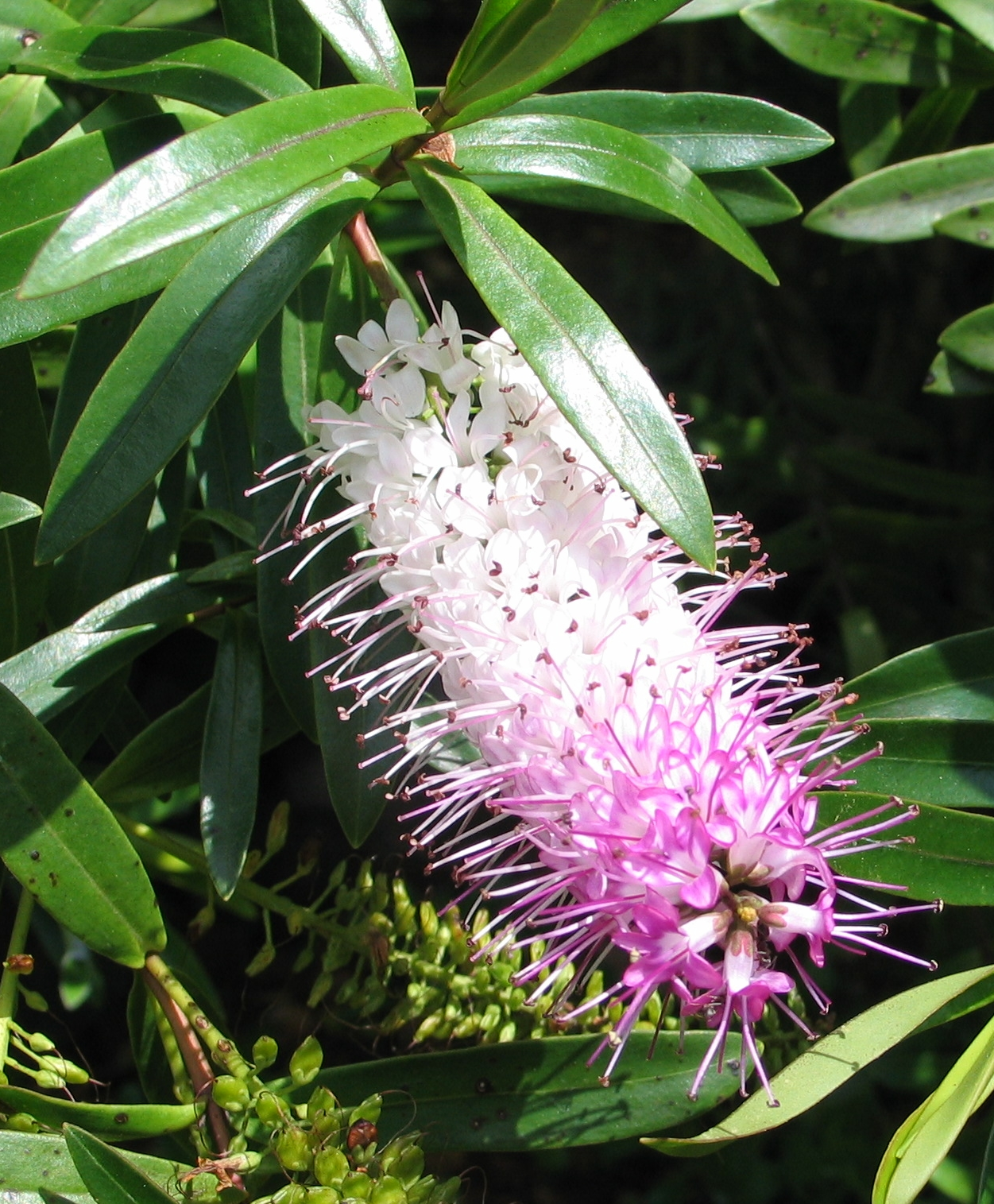
Inflorescence

Veronica speciosa  est un arbrisseau de 1 à 2 m de haut, à feuilles persistantes, très touffu, composé de rameaux robustes, verdâtres, devenant ligneux à la base, étalés rarement érigés.
Les feuilles opposées, décussées, portées par un pétiole fort et court, sont coriaces, charnues, persistantes, de 5–20 × 2∙5–8 cm, de couleur vert foncé à vert jaunâtre, brillantes dessus, de forme elliptique à obovale, de marge entière et pigmentée de rouge.
L'inflorescence est un racème axillaire, serré, de 30-80 x 30-40 mm, portant des fleurs de couleur magenta, portées par un pédicelle de 2-8 mm dépassant les bractées ciliées, subulées. Le calice est cilé, à 4 dents jaune verdâtre à vert foncé. La corolle gamopétale est formée d'un tube terminé par 4 lobes étalés et inégaux, de couleur magenta ou rouge. Deux longues étamines (exertes) sortent du tube. Le pistil possède 2 carpelles soudés et un long style.
Le fruit est une capsule robuste de 6 x 4 mm, brune à noire.

## Distribution
Veronica speciosa  est une plante endémique de Nouvelle-Zélande. Dans l'île du Nord, elle est connue seulement sur la côte occidentale, et dans l'île du Sud dans divers sites de Marlborough Sounds.
Elle s'est naturalisée localement sur des falaises de bord de mer en Irlande.

## Album

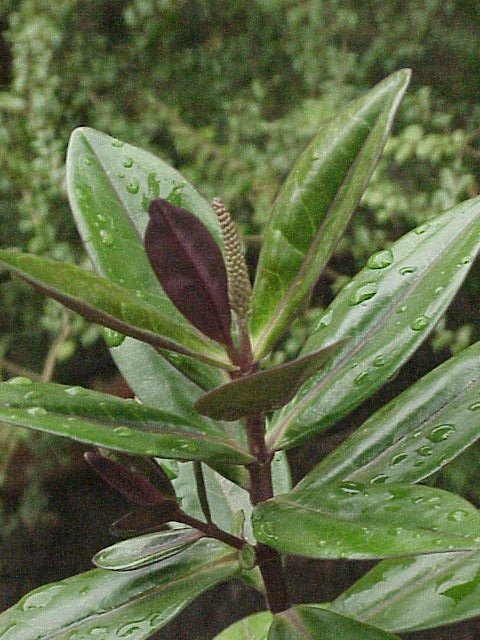
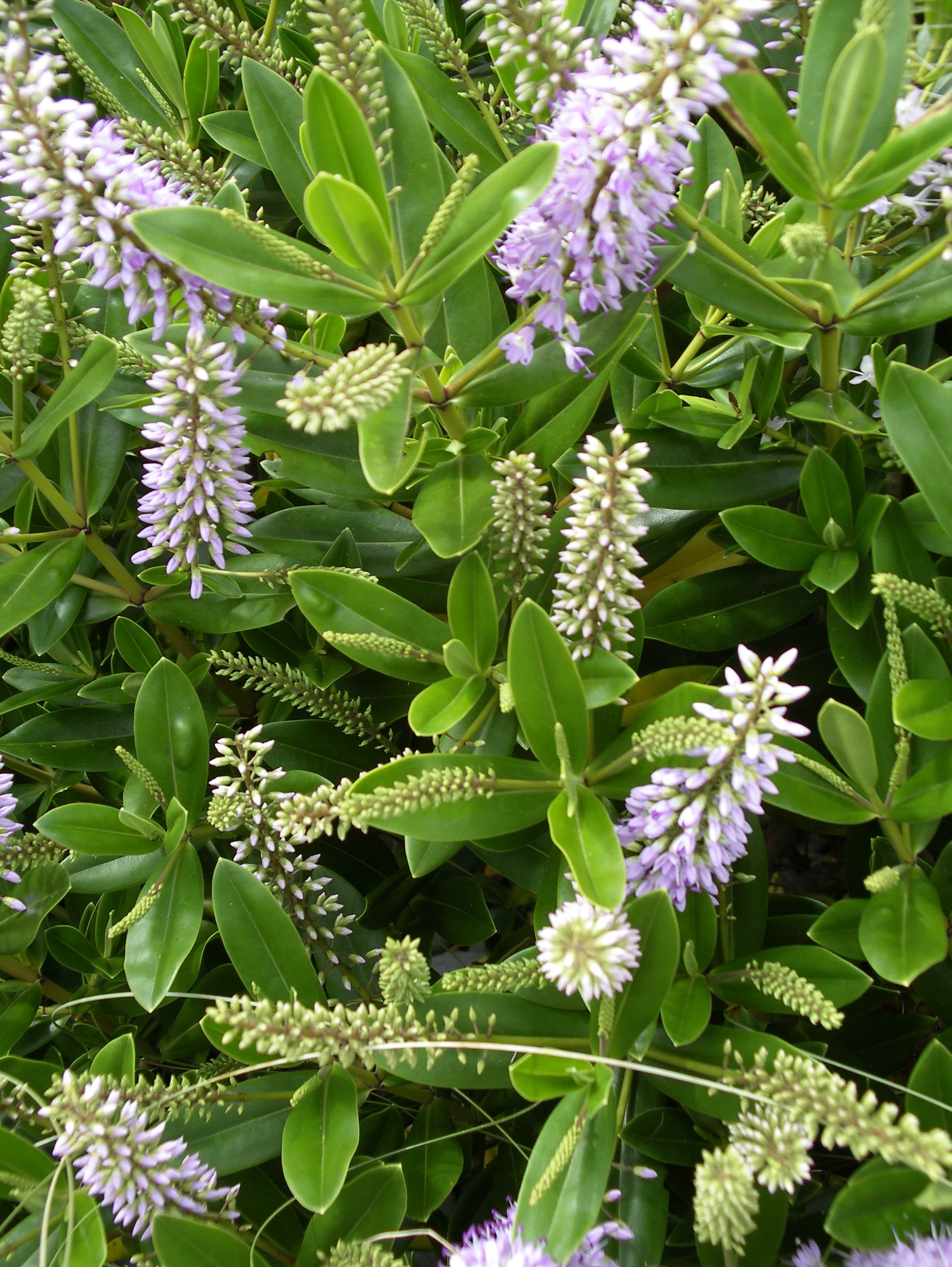

## Culture
De nombreux cultivars et hybrides ont été sélectionnés pour la culture dans les jardins d'ornement des zones tempérées.
Parmi les hybrides citons:
- Hebe × andersonii (Hebe stricta var. stricta × Hebe speciosa)
- Hebe × franciscana (Hebe elliptica × Hebe speciosa)

Elle croît de préférence dans un espace ouvert, ensoleillé à mi-ombragé, dans un sol bien drainé même pauvre, de préférence humide.
Elle est d'une faible rusticité, jusqu'à −7 °C. Très résistante au vent, elle supporte bien le climat marin.
Elle porte des fleurs presque toute l'année.